# L'accordeur est arrivé
Pour plus de détails, voir Fiche technique et Distribution.
L'accordeur est arrivé (È arrivato l'accordatore) est un film italien réalisé par Duilio Coletti, sorti en 1952.

## Fiche technique
- Titre français : L'accordeur est arrivé ou Zéro en amour[1]
- Titre original : È arrivato l'accordatore
- Réalisation : Duilio Coletti
- Scénario : Mario Amendola, Augusto Borselli, Mario Brancacci, Ruggero Maccari et Paola Riccora
- Photographie : Renato Del Frate
- Montage : Jolanda Benvenuti
- Musique : Armando Fragna
- Décors : Antonio Leonardi
- Producteur : Carlo Ponti
- Société de production : Itala Film, Titanus
- Pays d'origine :  Italie
- Langue : Italien
- Format : Noir et blanc - 1,37:1 - Mono
- Genre : Comédie
- Durée : 92 minutes
- Dates de sortie : 
  - Italie : 1952

## Distribution
- Nino Taranto : Achille Scozzella
- Alberto Sordi : Avocat Adolfo
- Tamara Lees : Adelina Porretti
- Virgilio Riento : Bartolomeo Porretti
- Antonella Lualdi : Giulietta Narducci
- Ave Ninchi : Signora Narducci
- Sophia Loren : Amie de Giulietta
- Carlo Delle Piane
- Marco Tulli
- Fanfulla
- Mario Siletti
- Anna Arena